# Marathon de Boston 2015
Navigation
Édition précédente Édition suivante
Le Marathon de Boston de 2015 est la 119e édition du Marathon de Boston dans le Massachusetts qui a eu lieu le lundi 20 avril 2015 (Patriots' Day). Organisé par la Boston Athletic Association, c'est le deuxième des World Marathon Majors à avoir lieu en 2015 après le Marathon de Tokyo.
L'Éthiopien Lelisa Desisa, qui s'était déjà imposé lors de l'édition 2013, remporte la course masculine avec un temps de 2 h 09 min 17 s. La Kényane Caroline Rotich signe son premier succès dans cette épreuve en s'adjugeant le titre féminin avec un temps de 2 h 24 min 55 s.

## Résultats

### Hommes
| Rang | Athlète             | Nationalité | Temps           |
| ---- | ------------------- | ----------- | --------------- |
|      | Lelisa Desisa       | Éthiopie    | 2 h 09 min 17 s |
|      | Yemane Tsegay       | Éthiopie    | 2 h 09 min 48 s |
|      | Wilson Chebet       | Kenya       | 2 h 10 min 22 s |
| 4    | Bernard Kipyego     | Kenya       | 2 h 10 min 47 s |
| 5    | Wesley Korir        | Kenya       | 2 h 10 min 49 s |
| 6    | Frankline Chepkwony | Kenya       | 2 h 10 min 52 s |
| 7    | Dathan Ritzenhein   | États-Unis  | 2 h 11 min 20 s |
| 8    | Meb Keflezighi      | États-Unis  | 2 h 12 min 42 s |
| 9    | Tadese Tola         | Éthiopie    | 2 h 13 min 35 s |
| 10   | Vitaliy Shafar      | Ukraine     | 2 h 13 min 52 s |

### Femmes

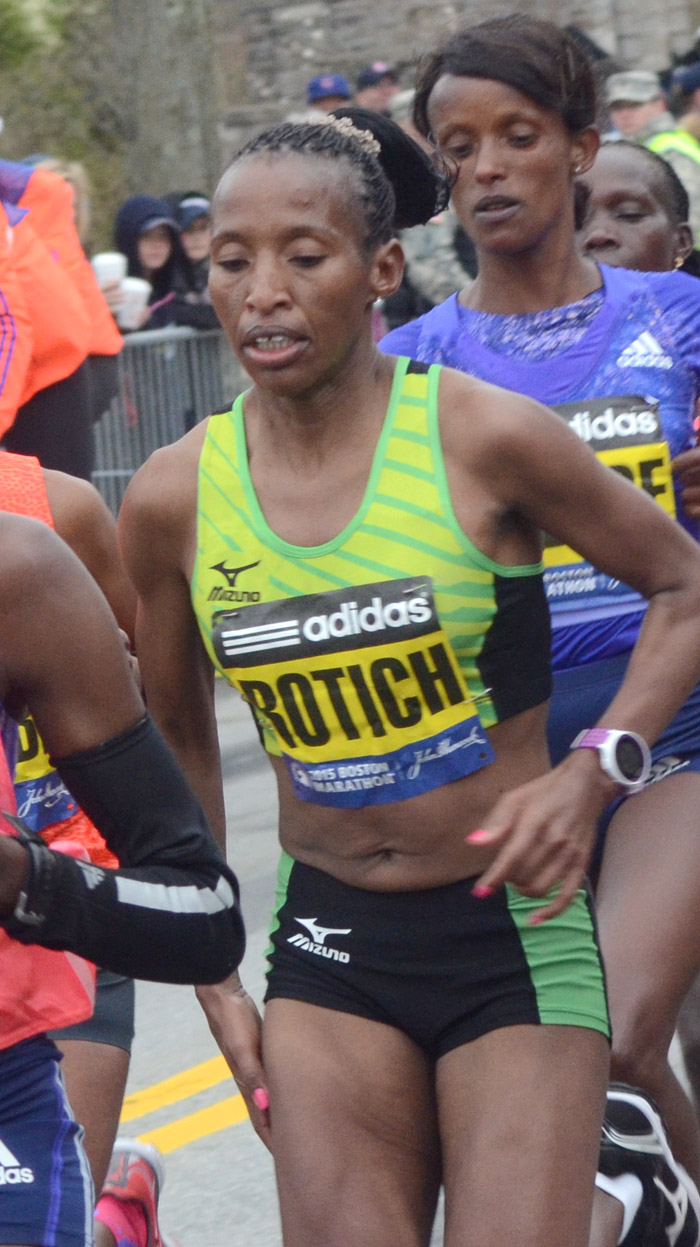
La Kényane Caroline Rotich remporte l'épreuve féminine.

| Rang | Athlète          | Nationalité | Temps           |
| ---- | ---------------- | ----------- | --------------- |
|      | Caroline Rotich  | Kenya       | 2 h 24 min 55 s |
|      | Mare Dibaba      | Éthiopie    | 2 h 24 min 59 s |
|      | Bizunesh Deba    | Éthiopie    | 2 h 25 min 09 s |
| 4    | Desiree Linden   | États-Unis  | 2 h 25 min 39 s |
| 5    | Sharon Cherop    | Kenya       | 2 h 26 min 05 s |
| 6    | Caroline Kilel   | Kenya       | 2 h 26 min 40 s |
| 7    | Aberu Kebede     | Éthiopie    | 2 h 26 min 52 s |
| 8    | Shure Demise     | Éthiopie    | 2 h 27 min 14 s |
| 9    | Shalane Flanagan | États-Unis  | 2 h 27 min 47 s |
| 10   | Joyce Chepkirui  | Kenya       | 2 h 29 min 07 s |

### Fauteuils roulants (hommes)
| Rang | Athlète          | Nationalité    | Temps           |
| ---- | ---------------- | -------------- | --------------- |
|      | Marcel Hug       | Suisse         | 1 h 29 min 53 s |
|      | Ernst Van Dyk    | Afrique du Sud | 1 h 36 min 27 s |
|      | Masazumi Soejima | Japon          | 1 h 36 min 28 s |

### Fauteuils roulants (femmes)
| Rang | Athlète          | Nationalité | Temps           |
| ---- | ---------------- | ----------- | --------------- |
|      | Tatyana McFadden | États-Unis  | 1 h 52 min 54 s |
|      | Wakako Tsuchida  | Japon       | 1 h 53 min 48 s |
|      | Susannah Scaroni | États-Unis  | 1 h 57 min 21 s |